# NGC 1414
NGC 1414 è una galassia a spirale barrata situata nella costellazione dell'Eridano, a una distanza di circa 76 milioni di anni luce dalla nostra Via Lattea.

## Scoperta
La galassia è stata scoperta il 19 novembre 1886 dall'astronomo statunitense Francis Leavenworth.

## Descrizione
NGC 1414 ha una classe di luminosità II-III.

## Gruppo di NGC 1395
NGC 1414 fa parte del Gruppo di NGC 1395 che comprende almeno 31 galassie, tra cui NGC 1315, NGC 1325, NGC 1331, NGC 1332, NGC 1347, NGC 1353, NGC 1371, NGC 1377, NGC 1385, NGC 1395, NGC 1401, NGC 1414, NGC 1415, NGC 1422, NGC 1426, NGC 1438, NGC 1439, IC 1952, IC 1953 e IC 1962.
Il Gruppo di NGC 1395 a sua volta fa parte dell'Ammasso di Eridano.